# Slugs, muerte viscosa
Slugs, muerte viscosa es una película dirigida por Juan Piquer Simón.

## Argumento
El escenario es una comunidad rural norteamericana en donde unas misteriosas babosas matan a quienes se encuentran. Basado en una novela de Shaun Hutson, un best seller internacional, y producida por Francesca De Laurentiis (hija de Dino De Laurentiis) y Silvana Mangano, quien aparecía brevemente en la secuencia del restaurante.
La película trata de unas babosas asesinas, una agresión animal inexplicable y con unos animales que provocan repugnancia. Destaca la escena de la pareja cuyo acto sexual es interrumpido por el ataque de las pequeñas babosas.

## Recepción
Los efectos especiales ganaron un Goya que recogieron Basilio Cortijo, Carlo Di Marchis y Gonzalo Gonzalo.